# گوشه‌گیر نوک‌چنگکی
گوشه‌گیر نوک‌چنگکی (نام علمی: Glaucis dohrnii) نام یک گونه از زیرخانواده مرغ گوشه‌گیر است.